# بوب سيمبسون
بوب سيمبسون (20 أبريل 1930 في كندا - 28 نوفمبر 2007 في كندا) هو لاعب كرة القدم الكندية ولاعب كرة سلة كندي في مركز مستقبل واسع ‏، شارك في الألعاب الأولمبية الصيفية 1952. ولعب مع أوتاوا راف ريدرز.

## وصلات خارجية
- بوب سيمبسون على موقع الاتحاد الدولي لكرة السلة (الإنجليزية)
- بوب سيمبسون على موقع سبورتس رفرنس (الإنجليزية)
- بوب سيمبسون على موقع أوليمبيديا (الإنجليزية)